# Els Bolards
Els Bolards és un jaciment arqueològic gal·loromà situat a Nuits-Saint-Georges, a la Costa d'Or, al sud-est de la ciutat.

## Ubicació
El jaciment de Bolards es troba a 1,5 km  del centre de Nuits-Saint-Georges, a la riba esquerra del Meuzin, en un revolt del riu, a l'eixida d'una vall a la plana de Saône, al país d'Hedus, no lluny de la frontera nord amb els língons.
El petit assentament (vicus) es trobava a quatre quilòmetres a l'oest de la Via Agripa. Aquesta ruta representava el principal eix de circulació entre el sud-est i el nord de la Gàl·lia romana, i connectava Lugdúnum (Lió) amb Trier i Colònia.
Tot i que es desconeix el nom antic de la ciutat, els arqueòlegs calculen que devia estendre's més de 25 ha.

## Història
El jaciment ha estat ocupat des de l'edat del bronze, però sobretot des del segle I abans de la nostra era, fins a la fi de l'Imperi romà.

## Excavacions
Els descobriments esporàdics van donar a conéixer el jaciment des del segle xix. Entre el 1964 i el 1985 s'hi va fer recerca amb la direcció del doctor Ernest Planson, després de Colette Pommeret.

## Restes

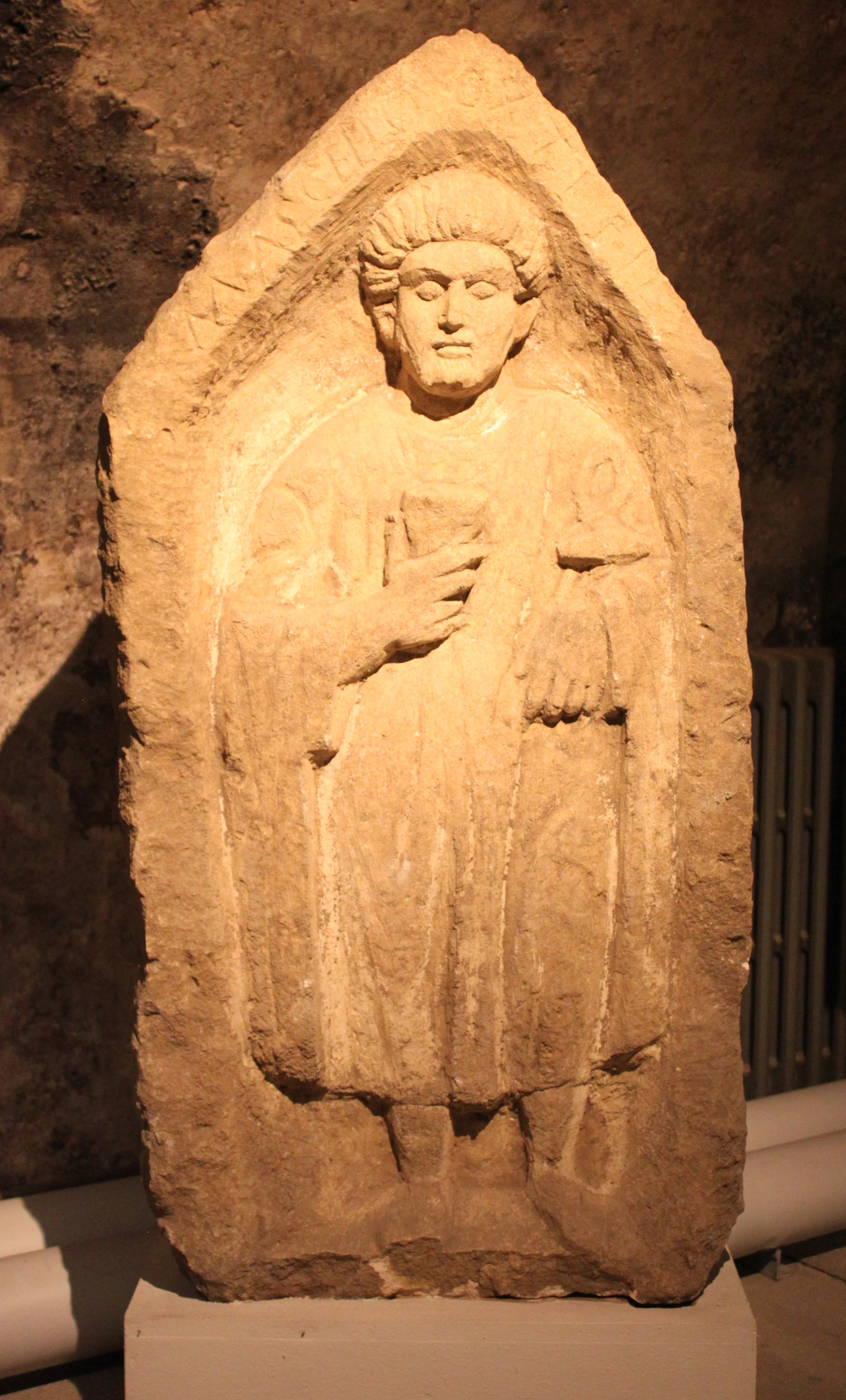
Estela funerària (Museu Nuits-Saint-Georges)

Les excavacions han tret a la llum uns santuaris, entre els quals un gran santuari en forma d'hemicicle i un temple dedicat a Mitra, una basílica, cases amb magatzems, cellers i tallers, i també una necròpoli.
El gran santuari, que va succeir a un temple gal, conté una massissa cel·la en un recinte amb voltes. No sabem quina deïtat s'honorava en aquest santuari, però n'hi ha dedicatòries a Apol·lo i Mart Segom, representacions de les dees mare, així com una estela que agrupa tres divinitats, entre les quals podem reconéixer els tres caps. el déu Cernunnos i, al centre, una divinitat hermafrodita que duu una corona mural i s'hi ha identificat com a Cíbele o un geni, en tot cas una divinitat tutelar que assegura fecunditat i protecció. A prop, i fora del seu recinte, hi ha el mithraeum.
El Museu d'Art i Història de Nuits-Saint-Georges conserva objectes descoberts durant la recerca.